# Kagenow

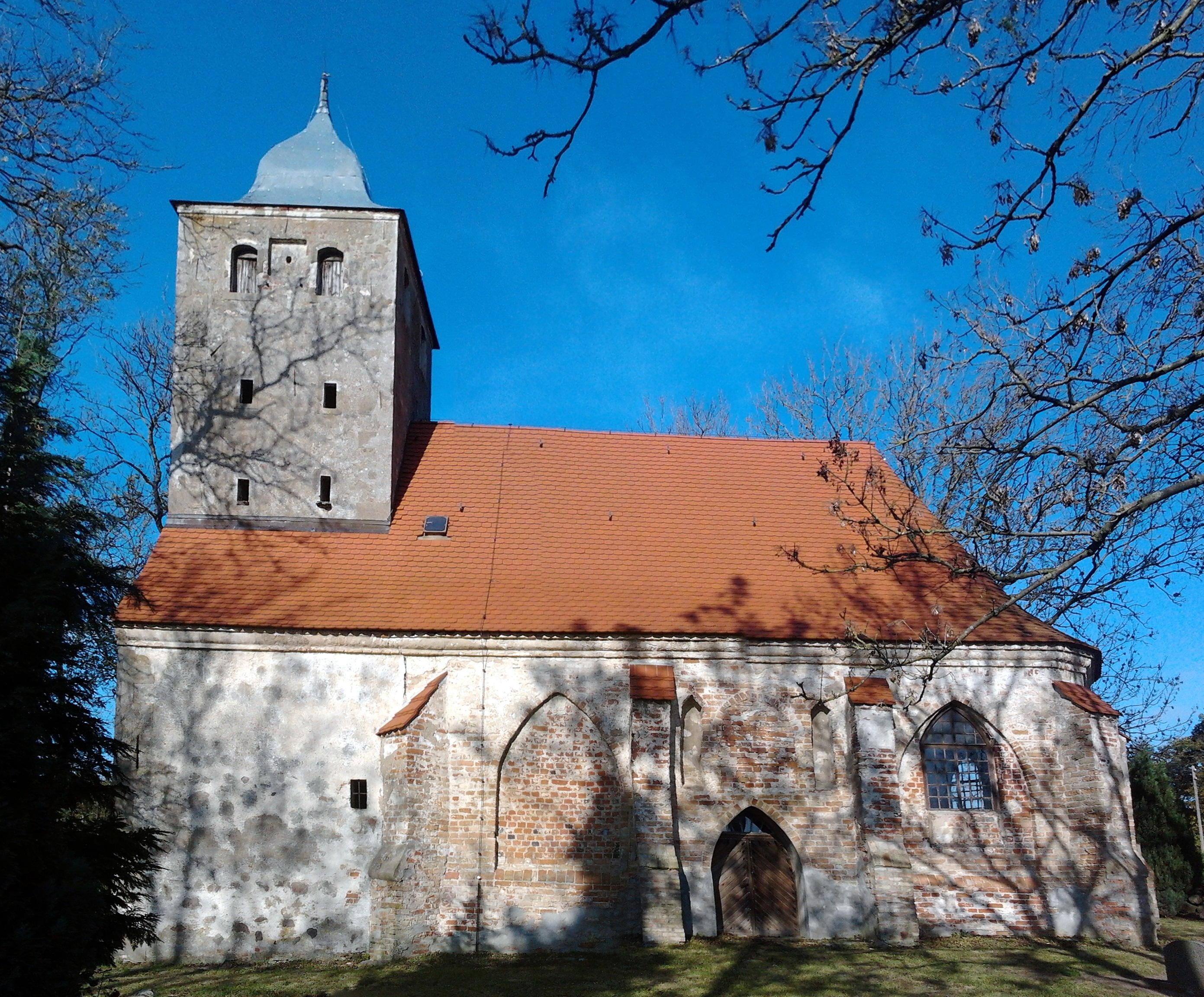
Kirche Kagenow

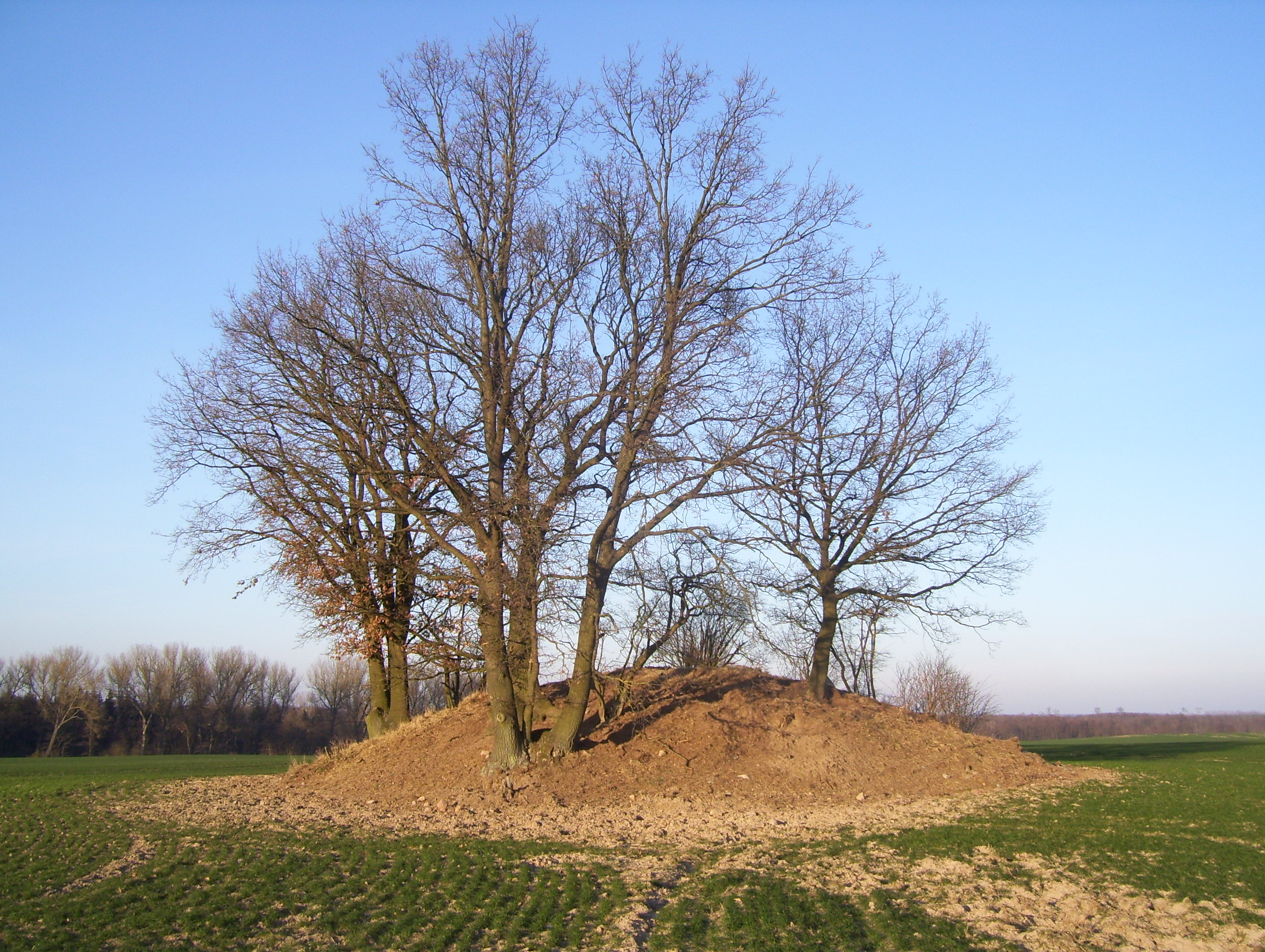
Gerichtsberg

Kagenow ist ein Dorf im Landkreis Vorpommern-Greifswald. Es ist Ortsteil der Gemeinde Neetzow-Liepen. Der Ort liegt rund 1,8 km nördlich der Bundesstraße 110 und 1,3 km südlich der Peene, westlich verläuft der Große Abzugsgraben.

## Geschichte
Kagenow wurde erstmals 1307 als Kaghenowe urkundlich erwähnt. Kagenow ist eine slawische Gründung und bedeutet so viel wie „Kiefernbusch“. Bereits 1353 wurde der aktuelle Name genutzt.
Kagenow lag an dem mittelalterlichen Handelsweg von Süd nach Nord oder umgekehrt über die regional wichtige Fähre von Kagenow nach Gützkow über die Peene. Hier überquerte auch 1675 der Große Kurfürst beim Kriegszug gegen Schwedisch-Pommern die Peene.
Um 1880 hatte Kagenow die Form als Gutsdorf mit dem Gut und der Landarbeiterkatenzeile sowie der am Gutshof liegenden Kirche.
Mit seinen Bodendenkmalen in der Umgebung, wie bronzezeitlichen Hügelgräbern, slawischem Burgwall und frühdeutschem Turmhügel, kann man auf eine frühe und durchgängige Besiedlung schließen. Kagenow war ein Gutsdorf, das vom Gut und seinen Landarbeiterkaten geprägt war. Es hatte aber auch einen Bauerndorfteil. In der Neuzeit entstanden dann noch Siedlungshöfe.
1326 hatte das Dorf zwei Güter, das von Ritter Martin von Winterfeld und das von Ritter Klaus Heyden, letzterer mit den Heyden aus Kartlow verwandt. Heyden hatte an der Grenze zu Priemen unweit der Peene eine Burg errichtet, diese Stelle heißt heute der „Schlossberg“. Die Winterfeld hatten ihren Erstsitz wohl auf der Turmhügelburg „Judenberg“ (warum dieser so heißt ist unklar) und später im Herrenhaus nahe der Kirche.
Auf dem nahe gelegenen „Gerichtsberg“ durften beide Herren „an Hand und Hals“ richten.
Die Familie Heyden verkaufte ihren Anteil an Kagenow 1419 an die Familie Netzow. Nach den Erbauseinandersetzungen in der Familie von Winterfeld von 1709 bis 1724 wurde deren Anteil ebenfalls an Rittmeister Bernd Ludwig Netzow verkauft. Damit hatte er das ganze Dorf in Besitz, außer dem Bauernanteil. Ludwig von Netzow verkaufte den Besitz 1842 an Wilhelm von Kruse auf Neetzow.
1865 hatte der Gutsdorfanteil 1 Kirche, 1 Küsterhaus, 1 Schule, 1 Herrenhaus, 8 Wohnhäuser und 12 Wirtschaftsgebäude. Das Gutsdorf hatte 112 Einwohner. Der Bauerdorfanteil hatte 4 Wohnhäuser, 3 Wirtschaftsgebäude und 1 Schmiede, Einwohner waren dort 21, davon 1 Familie in der Schmiede und 2 in den Bauernwirtschaften, dazu die Knechte und Mägde.
1940 entstand durch intensive Baggerung der so genannte Kiessee von Kagenow, dort wurde der Kies für den Bau des Flugplatzes der Wehrmacht in Tutow abgebaut. Hier wurden Grabstätten der brandenburgischen Soldaten des Krieges von 1675 gefunden, auch Skelette der getöteten Pferde wurden gefunden. Die Datierung erfolgte anhand von Uniformteilen (z. B. Knöpfe und Waffen). Später war der entstandene See eine beliebte Badestelle für die südlich der Peene gelegenen Dörfer. Daneben am Fischerhaus Kagenow an der Peene entstand ein Ferienlager.
Am 1. Juli 1950 wurde die Gemeinde Kagenow nach Neetzow eingemeindet.

## Sehenswürdigkeiten
→ Siehe auch Liste der Baudenkmale in Neetzow-Liepen
- Kirche Kagenow
- Turmhügel „Judenberg“ südlich Kirche Kagenow
- Burgwall „Schanzberg“ Kagenow
- Kiessee bei Kagenow
- Gerichtsberg, bronzezeitliches Hügelgrab zwischen Kagenow und Priemen – gehört zur Gemarkung Liepen